# Stephen Emmer
Stephen Roger Emmer (Amsterdam, 28 januari 1958) is een Nederlands componist, artiest en arrangeur.

## Biografie

### Jeugd
Emmer is een zoon van NOS Journaal-nieuwslezer Fred Emmer en balletdanseres/actrice Roekie Aronds. Hij woonde een groot deel van de tijd bij zijn moeder, die hem in verband met haar werk eind jaren zestig meenam naar India, Aruba en Suriname. In een ashram in India leerde hij een lokaal blaasinstrument bespelen. Hierna vertrokken ze richting het Caribisch gebied, waar hij voodoopercussie en klassieke gitaar leerde spelen. In 1973 keerden Aronds en Emmer terug naar Nederland. Op het vwo van het Amsterdams Lyceum speelde hij in diverse schoolbands. Begin jaren zeventig begon hij met het maken van avant-gardemuziek.

### Componist
Hij is onder andere componist van muziek voor documentaires, televisiestations en omroeporganisaties. Hij maakte de leadermuziek voor onder meer RTL Late Night, RTL Boulevard, het RTL Nieuws, het NOS Journaal, Radio 2, Nederland 2, RTL 4, RTL 5, RTL 7, RTL 8, RTLZ, RTL Lounge, Omroep Max (Radio) en de NOS-leaders van midden jaren negentig.

### Minny Pops
Emmer maakte in 1979 deel uit van de eerste bezetting van de Minny Pops. Hij speelde hierin gitaar. De groep maakte avant-gardistische popmuziek door elektrische gitaren te combineren met een ritmebox, synthesizer en effect-apparatuur. De band kende een voortdurend wisselende bezetting. Emmer speelde mee op de eerste plaat (Drastic Measures, Drastic Movement) en op een in Engeland opgenomen en mede door hem gecomponeerde 7”-single, Goddess/Dolphin Spurt.

### Vinyl en radio
In 1980 was hij mede-oprichter en hoofdredacteur van muziektijdschrift Vinyl. Daarnaast was hij presentator en/of samensteller van de VPRO-radioprogramma's RadioNome, Spleen en Villa 65. Op een in 1982 verschenen compilatie-lp van RadioNome staat een muzikale bijdrage van Emmer, You See You genaamd. Ook presenteerde hij enige tijd O.S.T. op KX Radio, een programma over filmmuziek.

### Vogue Estate
Medio 1982 besloot hij na wat freelance publicaties in Het Parool, Muziekkrant OOR en enkele andere vakbladen weer uitsluitend muziek te maken. Zijn eerste solo-album Vogue Estate verscheen als onderdeel van de WEA/Idiot Records-serie van mini-albums. Het album bevat instrumentale, filmische muziek.

### The Lotus Eaters
In 1984 voegde Emmer zich met Dempsey bij The Lotus Eaters uit Liverpool. Met dezelfde Dempsey werkte Emmer later nog samen in Continental Cast uit Amsterdam. Emmer werkte ook mee aan het Richenel-album Deep As Blue. In dezelfde periode volgde hij samen met Dempsey een zomeropleiding Scoring For Television op het Royal College Of Music in Londen.

### Van Zaandam tot Zaïre
Van Zaandam Tot Zaïre werd live uitgevoerd tijdens het Nieuwjaarsconcert van 1996 in het Concertgebouw te Amsterdam. Het stuk werd geschreven door Emmer en David Bedford en uitgevoerd door het Nederlands Blazers Ensemble.

### Recitement
In 2006 begon Emmer aan Recitement. Aan dit album liggen historische geluidsopnames van literaire werken ten grondslag. Hij nodigde zowel schrijvers, acteurs, sprekers als zangers uit om door hem geselecteerde werken voor te dragen. Het resultaat is een spoken word-album dat bestaat uit zeventien composities in zeven verschillende talen en evenzoveel muzikale stijlen. Zo zijn de stemmen te horen van onder anderen Lou Reed, Kazu Makino, Richard Burton, Sylvia Kristel, Jorge Luis Borges, Sacha de Boer, Tony Visconti, Michael Lonsdale, Carlos Drummond de Andrade, Sonja van Hamel en Kurt Schwitters. De teksten zijn afkomstig van onder anderen Yoko Ono, Jorge Luis Borges, Remco Campert, Hugo Claus en Vincent van Gogh. Enkele werken van Recitement werden tijdens het literaire crossover-festival Crossing Border live uitgevoerd met een gastoptreden van actrice Sylvia Kristel.

### International Blue
Enkele jaren na de release van Recitement volgde het album International Blue. Het album is genoemd naar International Klein Blue. De productie vond plaats in onder meer de Avatar Studios in New York en Abbey Road Studios in Londen. Het album kwam medio 2014 in eerste instantie digitaal uit op zijn eigen Electric Fairytale Recordings en kwam later dat jaar ook uit op CD en blauw vinyl. International Blue werd in De Telegraaf vermeld als een van de 10 beste albums van 2014 en omschreven als Het mooiste georkestreerde, gearrangeerde en gecomponeerde album van het jaar.

### Home Ground
Op 9 juni 2017 kwam zijn album Home Ground uit. Hiervoor combineerde Emmer hedendaagse orkestrale soulmuziek met sociaal bewogen teksten. Aan dit album werd meegewerkt door onder anderen Chaka Khan en Ursula Rucker. Het album won een Global Music Award.
Een deel van de opbrengst wordt gedoneerd aan War Child International.

### Holiday On Ice
Vanaf 2012 is hij in opdracht van Stage Entertainment music director voor Holiday On Ice, namelijk voor de shows Speed, Platinum (2013), Passion (2015) en Believe (2016).

### Cartoon Network Live
In opdracht van Cartoon Network Enterprises (EMEA) en Live Nation (Middle East) was hij verantwoordelijk voor de muzikale vormgeving van de show Cartoon Network Live! Heroes Unite.

## Discografie

### Albums
- Vogue Estate (1982), WEA / Idiot Records
- Recitement (2008), Supertracks
- Time To Face The Music (2009), eStation
- International Blue (2014), Electric Fairytale Recordings
- Vogue Estate (2015 Remastered) (2015), Electric Fairytale Recordings
- Home Ground (2017), Electric Fairytale Recordings
- Maison Melody (2020), Electric Fairytale Recordings
- Maison Melody AM:PM (2022), Electric Fairytale Recordings

### Singles
- Never Share ft Martha Ladley (1982), WEA/Idiot Records
- Passengers ft Lou Reed (2007), Supertracks
- Taking Back My Time ft Midge Ure (2014), Electric Fairytale Recordings
- Untouchable ft Glenn Gregory (2014), Electric Fairytale Recordings
- Let The Silence Hold You ft Glenn Gregory (2014), Electric Fairytale Recordings
- Sleep For England ft Julian Lennon (2014), Electric Fairytale Recordings
- A New Day To Come ft Andy Bey (2017), Electric Fairytale Recordings
- Close To Life ft Frank McComb & Leon Ware (2017), Electric Fairytale Recordings
- Home Ground ft Patti Austin (2017), Electric Fairytale Recordings

### Collabs
- Det Wiehl ‘Brave Voeten’ (1992), Staalplaat
- Det Wiehl ‘Blonde Caravelle’ (1992), Staalplaat
- Richenel ‘Don’t step on my heart’ (1989), CBS

## Onderscheidingen
- Best Broadcasting Music (2018)[17]
- Maison Melody Global Music Award silver (2020)
- Buma Oeuvre Award Multimedia (2020)
- Ridder in de Orde van Oranje-Nassau (2022)